# Carolina Bondesson
Carolina Bondesson, född 20 maj 1864 i Norra Sandby församling, Kristianstads län, död 8 december 1932 i Hässleholms församling, Kristianstads län, var en svensk rösträttskvinna. Hon var ordförande för Föreningen för kvinnans politiska rösträtt i Alvesta från dess grundande 1907 till dess slut omkring 1919. Under hennes ledning engagerade sig föreningen bland annat i namninsamlingen 1913–1914 som stödde kvinnlig rösträtt.